# دهستان تهانگرونگ
دهستان تهانگرونگ (به لاتین: Thangrong Gewog) یک دهستان در کشور بوتان است که در ناحیهٔ مونگار واقع شده‌است.